# Kassettsingel

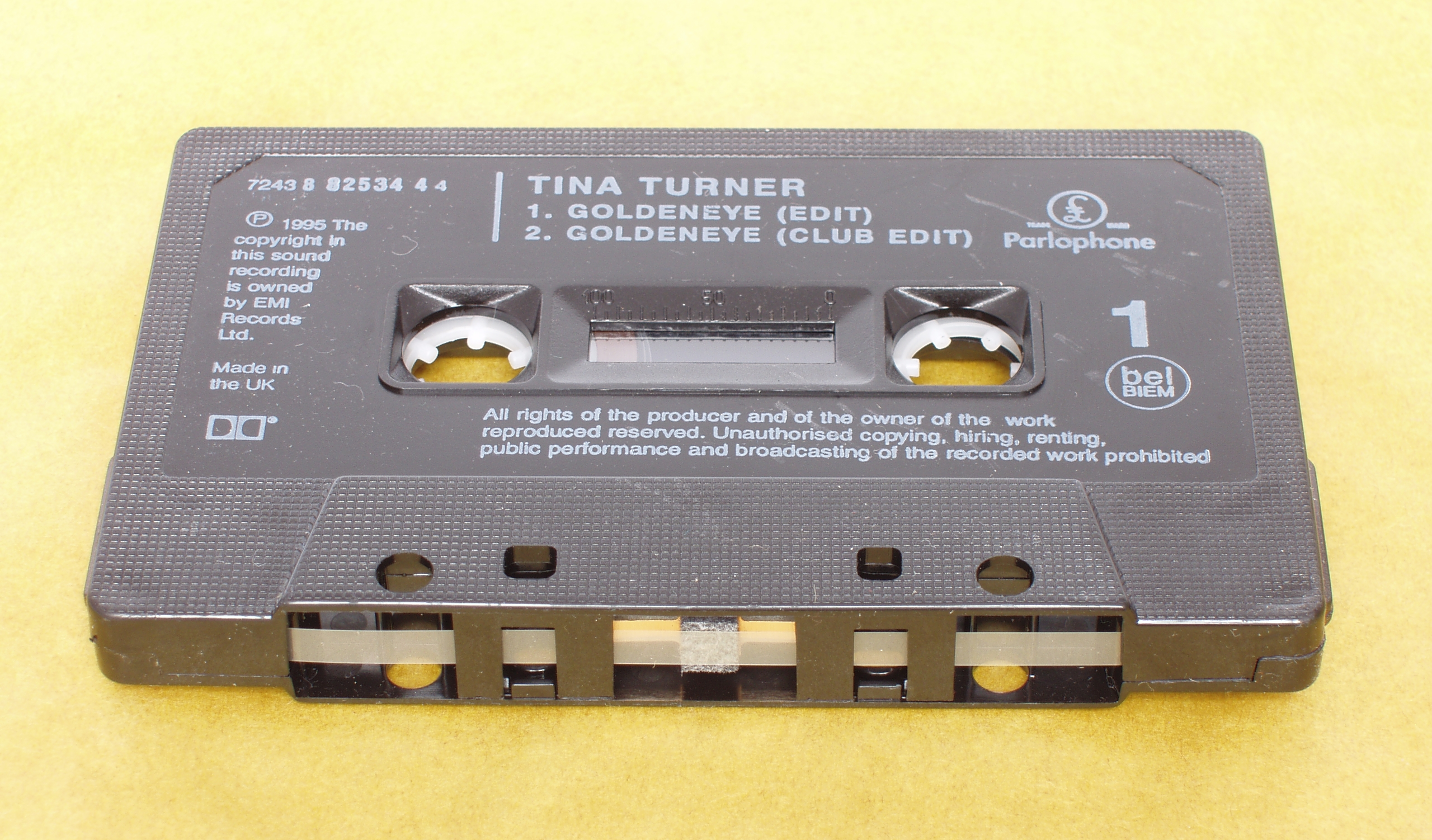
Tina Turners "Goldeneye" från 1995 på kassettsingel.

En kassettsingel är en musiksingel utgiven på kassettband.

## Historik
Bow Wow Wows "C30, C60, C90, Go!" släpptes på kassett i Storbritannien 1980, och I.R.S. Records släppte the Go-Go's "Vacation" i USA 1982.
Skivbolaget ZTT släppte 1984 singlar med artister och grupper som Frankie Goes to Hollywood, Art of Noise och Propaganda.
Amerikanska skivbolag började sälja kassettsinglar i stor skala 1987, då försäljningen av vinylskivor minskade till förmån för kassettbandsförsäljningen, och tanken var att kassettsinglarna på sikt skulle ersätta vinylsinglarna.
Under 1990-talet användes de i marknadsföringssyfte, som då Disney 1997 delade ut en kassettsingel för biobesökare som såg filmen Herkules.

## Förpackning
De första kassettsinglarna släpptes med kartongpapper, men när maxisinglar började släppas på kassettband kom de i stället att släppas i plastfodral, precis som vanliga kassettband.

## Popularitet
Fastän kassettbandet blivit väldigt populärt under sent 1980-tal, bland annat på grund av bärbara musikspelare som freestyle, bergssprängaren och bilbandspelaren, kunde aldrig kassetterna konkurrera med vinylskivorna på singelmarknaden med samma framgångar som på albummarknaden. I USA fasades kassettsinglarna ut i början av 2000-talets första decennium. I april 2013 släppte MGMT sin första singel från sitt självbetitlade album på kassettsingel, och i oktober 2014 släppte Polaris singeln "Great Big Happy Green Moonface"  på kassett.

### Fotnoter
1. ↑  Bobbie Johnson (19 oktober 2006). ”CDs, downloads ... and now band launches the memory-stick single”. The Guardian. http://www.guardian.co.uk/uk/2006/oct/19/arts.digitalmedia. Läst 20 juni 2015.
2. 1 2  Jon Pareles (2 september 1987). ”Cassette Singles: New 45'swork” (på engelska). New York Times. sid. .C21. http://www.nytimes.com/1987/09/02/arts/cassette-singles-new-45-s.html. Läst 20 juni 2015.
3. ↑  http://books.google.ca/books?id=4Q4EAAAAMBAJ&pg=RA1-PA84&lpg=RA1-PA84&dq=hercules+mall+tour&source=bl&ots=5K5pEbC01N&sig=3W8cQoS6PSz6A-VAoy_BpLX_eZI&hl=en&sa=X&ei=ovoDUdSZLunV2QXkuYEQ&ved=0CDwQ6AEwAg#v=onepage&q=hercules%20mall%20tour&f=false